# Vania Rossi
Vania Rossi (Cesena, 3 oktober 1983) is een Italiaans wielrenster. Ze werd Italiaans kampioene veldrijden in 2007, 2008 en 2011. 
In 2010 werd ze positief getest op EPO/CERA, maar de B-staal werd in april negatief getest. Haar partner Riccardo Riccò testte ook positief op EPO in de Tour de France van 2008.
Van 2004 tot 20100 reed Rossi voor USC Chirio Forno d'Asolo.

## Familie
Haar broer Enrico is ook wielrenner.